# Lisi Estaràs
Lisi Estaràs (geboren am 24. Februar 1971 in Córdoba, Argentinien) ist eine argentinische Tänzerin und Choreografin des zeitgenössischen Tanzes.

## Biografie
Lisi Estaràs’ Mutter war politisch engagiert und geriet dadurch in Schwierigkeiten mit der ab 1976 herrschenden Militärdiktatur in Argentinien. Die Familie versuchte erfolglos, das Land zu verlassen. Sie wechselten mehrmals den Wohnsitz und zogen schließlich nach Buenos Aires. Dort begann Lisi Estaràs im Alter von 14 Jahren mit Tanzunterricht. Mit 17 Jahren begann sie ein Tanz-Studium an der Universidad Nacional de Córdoba.
1990 reiste sie zu einem Familienbesuch nach Israel. Der Beginn des zweiten Golfkrieges machte jedoch die ursprünglich geplante baldige Rückreise unmöglich. Stattdessen begann sie ein Studium an der Rubin Academy of Music and Dance in Jerusalem. Wenig später schloss sie sich der Batsheva Dance Company an.
Nach fünf Jahren in Israel wechselte sie 1996 nach Amsterdam, fand jedoch dort kein Engagement als Tänzerin. Stattdessen arbeitete sie in der Gastronomie, um ihren Lebensunterhalt zu verdienen. Im folgenden Jahr trat sie in Gent in das Ensemble Les Ballets C de la B ein. Dort tanzte sie in führenden Rollen in den Stücken Iets op Bach, Wolf, VSPRS, Pitié !, C(H)ŒURS und Tauberbach von Alain Platel, in Tempus Fugit von Sidi Larbi Cherkaoui, und in Learning how to walk von Benny Claessens. Sie choreografierte Boléro, Les monologues de Gaza, Primero-erscht und Dans Dans.
Im Jahr 2000 beteiligte sie sich an Una vida inútil, dem Erstlings-Stück des Tanztheaters Peeping Tom. Die Premiere ihrer abendfüllenden Choreografie Patchagonia fand 2007 im Theater Les Tanneurs in Brüssel statt. In den folgenden Jahren wurde das Stück auf zahlreichen weiteren Bühnen aufgeführt.
Als freie Choreografin schuf sie unter anderem die Stücke:
- Bartime mit Einat Tuchman für das Theater Campo in Gent,
- Cocina Erótica und No Wonder mit Constanza Macras für die Schaubühne und das Gorki Theater in Berlin,
- Leche für das Theater Passerelle in Kortrijk,
- A distancia für das Teatro Real in Córdoba.

Darüber hinaus arbeitete sie als Trainerin für andere Künstlerinnen und Kompanien. Sie gestaltete Choreografien für das Theater, darunter:
- Hiob unter der Regie von Sandra Strunz am Theater Bonn,
- Das Brennende Haus von Emilio García Wehbi und Maricel Álvarez am Stadttheater Bern,
- The speech für die Tänzerin Irene Russolillo beim Festival Equilibrium in Rom,
- Het Hamilton Complex von Lies Pauwels am Paleis in Antwerpen,
- Madame Bovary von Michael Decock,
- Carme Portaccelli für die Koninklijke Vlaamse Schouwburg in Brüssel.

2015 schuf Lisi Estaràs das Solo La Esclava in Zusammenarbeit mit der Choreografin Ayelen Parolin. Sie tanzte es unter anderem bei der Biennale von Charleroi, am Centre Wallonie-Bruxelles in Paris und beim Festival Julidans in Amsterdam.
2016 folgte, gefördert von der flämischen Regionalregierung, Monkey Mind für drei Tanzende mit Down-Syndrom. Darin suchte sie einen tänzerischen Zugang zum Art brut in Verbindung mit inklusiver Tanzpraxis.
2018 begann sie eine künstlerische Zusammenarbeit mit Serge Aime Coulibaly, Sara Vanderieck und Mirko Banovic für das Projekt When I See a Strawberry, I Think of a Tongue. Es wurde in Ostende und in Avignon und in den beiden folgenden Jahren in Paris, Antwerpen, Brüssel und Roubaix aufgeführt. Ebenfalls 2018 entstand in Zusammenarbeit mit der Choreografin Constanza Macras und Jugendlichen aus Hillbrow die Produktion Hillbrowfication. Im selben Jahr schuf sie zudem, in Zusammenarbeit mit dem Maxim Gorki Theater und dem Goethe-Institut, Dorky Park für das Ballet contemporáneo Teatro San Martín in Buenos Aires.
Gemeinsam mit Alain Platel gestaltete sie für die Jounée de la danse 2018 eine Interpretation von Le sacre du Printemps, zu der mehr als 200 Personen in den Straßen von Gent tanzten. Das Teatro Calderón in Valladolid lud Lisi Estaràs 2019 zu einer Wiederholung in den Straßen von Valladolid ein. Anfang 2019 schuf sie gemeinsam mit Ido Batash The Jewish Connection Project für fünf Tänzerinnen und Tänzer und eine Sopranistin. Für den Dag van de dans 2019 in Ostende gestaltete sie gemeinsam mit Darryl E. Woods die kurze Choreografie Ze zullen ons niet temmen zur belgischen Nationalhymne. Für die Salzburger Kompanie Experimental Academy of Dance schuf sie No Human No Cry und für die Compañía Nacional de Danza Contemporánea in Buenos Aires Vernaculos. Im März 2020 hatte SONICO – The Heart Is the Muscle We Like to Work Out Premiere, ein Gemeinschaftswerk mit dem Tango-Ensemble Ido Batash. Weitere Aufführungen wurden durch die Covid-19-Pandemie verhindert.
Ihr Tanzstück Bibliomaniacs für sechs Personen hatte im Oktober 2020 in Berlin Premiere. 2021 und 2022 war Lisi Estaràs unter anderem Gast-Choreografin am Mercat de les Flors in Barcelona, am B12 in Berlin und an der flämischen Oper in Gent. Zu ihrem eigenen 50. Geburtstag schuf sie das Solo #THISISBEAUTY. Sie tanzte es im Februar 2022 bei der Vorpremiere des Festivals Bits of Dance in Brüssel.
Gemeinsam mit dem Künstler Klaus Compagnie und dem Kurator Pierre Muylle nahm sie 2023 das Thema Art Brut wieder auf. Als Ergebnis der Zusammenarbeit entstand das Aktionsstück Crudo.